# Savage Grace
Savage Grace és una pel·lícula dramàtica de 2007 dirigida per Tom Kalin i escrita per Howard A. Rodman, basada en el llibre homònim de Natalie Robins i Steven M.L. Aronson. La història es basa en la relació disfuncional, suposadament incestuosa, entre l'hereva i socialite Barbara Daly Baekeland i el seu fill, Antony. La pel·lícula és protagonitzada per Julianne Moore, Stephen Dillane, Eddie Redmayne, Elena Anaya i Hugh Dancy. Es va escollir per a la selecció oficial al Festival de Cinema de Londres, al Festival de Cinema de Sundance i al Festival de Cinema de Cannes de 2007. Savage Grace va ser nominada a un premi Independent Spirit al millor guió el 2008. El 25 de juliol de 2011 es va estrenar el doblatge en català a TV3.